# 미국의 국기
미국의 국기는 13개의 붉고 흰 색이 번갈아 가며 가로로 그어진 바탕에 그리고 왼쪽 위편에 그려진 사각형 안에 50개의 흰별로 구성되어 있다. 13개의 붉고 흰 줄은 미국의 초기 연방국에 가입한 연방주(13개 식민지)를 뜻하며 50개의 별은 오늘날 미국의 총 연방주의 수를 뜻한다. 붉은색, 흰색, 푸른색은 모두 영국의 국기에서 따왔다. 줄과 별로 이루어져 있기 때문에 흔히 성조기(星條旗, 영어: The Stars and Stripes 스타스 앤 스트라이프스[*])라고 부른다.
1776년 미국 독립선언이 있은 후 1777년에 미국을 상징하는 국기가 선정되었는데, 푸른 색 바탕에 13개의 별들이 원을 이룬 것이었다. 빨간색과 하얀색 줄무늬는 대륙해군에서 사용되던 군함기에서 유래되었다. 이러한 줄무늬는 영국 동인도 회사의 기에서 유래되었다고 하나 확실하지 않다. 48개의 별을 담은 국기는 1912년에서 1959년까지 쓰였으며 1959년 49개의 별을 담은 국기가 1년 동안 사용되다가 1960년 하와이주가 미국의 50번째 연방주로 가입한 후 50개의 별을 담은 국기가 오늘날 미국의 공식적인 국기로 쓰이고 있다.
미국의 국기는 미국의 주(State)의 숫자에 따라 별의 숫자가 결정되기 때문에 앞으로도 미국의 주의 수에 변화에 따라 국기가 바뀔 가능성은 있다. 새로운 주가 연방에 가입할 경우, 가입 후 첫 번째 해의 독립기념일(7월 4일)에 별의 숫자가 변경된다.
별이 그려진 사각형이 전방을 향해야 한다. 즉, 깃대에 매달 때에는 사각형이 깃대 쪽에 오며, 사람이나 차량 등의 오른쪽 면에 부착될 때에는 사각형이 국기의 오른편에 그려진다.
성조기를 거꾸로 게양하게 된다면 긴급 구조 신호인 'SOS'의 의미가 된다.

## 규격과 색상
미국의 국기 규격에 대한 설명
- 국기의 세로: A = 1
- 국기의 가로: B = 1.9
- 캔턴의 세로: C = 0.5385 = A × 7/13
- 캔턴의 가로: D = 0.76 = B × 2/5
- E = F = 0.0538 = C/10
- G = H = 0.0633 = D/12
- 별의 외접원의 지름: K = 0.0616× 4/5
- 줄무늬의 두께: L = 0.0769 = A/13

국기 비율 10:19

미국의 국기 색상은 다음과 같다.
|                                                       | 파랑                 | 빨강                  | 하양                    |
| ----------------------------------------------------- | -------------------- | --------------------- | ----------------------- |
| 미국 표준 색상 카드 (Standard Color Cards of America) | 70075                | 70180                 | 70001                   |
| RGB                                                   | #002664 (0, 38, 100) | #BF0A30 (177, 35, 50) | #FFFFFF (255, 255, 255) |
| 팬톤                                                  | 281C                 | 193C                  | Safe                    |

## 역사

### 새로운 주와 국기 디자인
새로운 주가 연방에 추가되면서 국기 디자인도 거기에 맞춰 바뀌었다. 줄무늬도 15개 주일 때는 함께 늘었으나, 그 후로는 13개로 고정되었다. 미국의 국기는 여러 개의 주가 추가되면서 현재의 국기가 탄생하였다.
| 주 | 국기 | 추가된 주 | 사용 날짜                         | 사용 기간 |
| -- | ---- | --- | --------------------------------- | --------- |
| 0  |      | | 1775년 12월 3일 ~ 1777년 6월 14일 | 1년       |
| 13 |      | 베치 로스(Betsy Ross)의 기 | 1777년 6월 14일 ~ 1795년 5월 1일  | 18년      |
| 13 |      | 13개 식민지 (델라웨어주, 버지니아주, 매사추세츠주, 뉴햄프셔주, 메릴랜드주, 조지아주, 뉴욕주, 뉴저지주, 코네티컷주, 로드아일랜드주, 펜실베이니아주, 사우스캐롤라이나주, 노스캐롤라이나주) | 1777년 7월 14일 ~ 1795년 5월 1일  | 18년      |
| 15 |      | 버몬트주, 켄터키주 | 1795년 5월 1일 ~ 1818년 7월 3일   | 23년      |
| 20 |      | 루이지애나주, 미시시피주, 오하이오주, 인디애나주, 테네시주 | 1818년 7월 4일 ~ 1819년 7월 3일   | 1년       |
| 21 |      | 일리노이주 | 1819년 7월 4일 ~ 1820년 7월 3일   | 1년       |
| 23 |      | 메인주, 앨라배마주 | 1820년 7월 4일 ~ 1822년 7월 3일   | 2년       |
| 24 |      | 미주리주 | 1822년 7월 4일 ~ 1836년 7월 3일   | 14년      |
| 25 |      | 아칸소주 | 1836년 7월 4일 ~ 1837년 7월 3일   | 1년       |
| 26 |      | 미시간주 | 1837년 7월 4일 ~ 1845년 7월 3일   | 8년       |
| 27 |      | 플로리다주 | 1845년 7월 4일 ~ 1846년 7월 3일   | 1년       |
| 28 |      | 텍사스주 | 1846년 7월 4일 ~ 1847년 7월 3일   | 1년       |
| 29 |      | 아이오와주 | 1847년 7월 4일 ~ 1848년 7월 3일   | 1년       |
| 30 |      | 위스콘신주 | 1848년 7월 4일 ~ 1851년 7월 3일   | 3년       |
| 31 |      | 캘리포니아주 | 1851년 7월 4일 ~ 1858년 7월 3일   | 7년       |
| 32 |      | 미네소타주 | 1858년 7월 4일 ~ 1859년 7월 3일   | 1년       |
| 33 |      | 오리건주 | 1859년 7월 4일 ~ 1861년 7월 3일   | 2년       |
| 34 |      | 캔자스주 | 1861년 7월 4일 ~ 1863년 7월 3일   | 2년       |
| 35 |      | 웨스트버지니아주 | 1863년 7월 4일 ~ 1865년 7월 3일   | 2년       |
| 36 |      | 네바다주 | 1865년 7월 4일 ~ 1867년 7월 3일   | 2년       |
| 37 |      | 네브래스카주 | 1867년 7월 4일 ~ 1877년 7월 3일   | 10년      |
| 38 |      | 콜로라도주 | 1877년 7월 4일 ~ 1890년 7월 3일   | 13년      |
| 43 |      | 노스다코타주, 사우스다코타주, 몬태나주, 아이다호주, 워싱턴주 | 1890년 7월 4일 ~ 1891년 7월 3일   | 1년       |
| 44 |      | 와이오밍주 | 1891년 7월 4일 ~ 1896년 7월 3일   | 5년       |
| 45 |      | 유타주 | 1896년 7월 4일 ~ 1908년 7월 3일   | 12년      |
| 46 |      | 오클라호마주 | 1908년 7월 4일 ~ 1912년 7월 3일   | 4년       |
| 48 |      | 뉴멕시코주, 애리조나주 | 1912년 7월 4일 ~ 1959년 7월 3일   | 47년      |
| 49 |      | 알래스카주 | 1959년 7월 4일 ~ 1960년 7월 3일   | 1년       |
| 50 |      | 하와이주 | 1960년 7월 4일 ~ 현재             | 65년~     |

### 그 외의 과거에 쓰던 기

뉴네덜란드의 국기
개즈던기
베닝턴 기
아메리카 연합국의 국기
텍사스 공화국의 국기
캘리포니아 공화국의 국기
버몬트 공화국의 국기

## 그 외의 기

미국의 대통령 기
미국의 부통령 기
미국 육군의 기
미국 해병대의 기
미국 해군의 기
미국 해군의 함수기
미국 해군의 함수기 (2002~2019)
미국 해안경비대의 기
미국 공군의 기

## 비슷한 국기

라이베리아 (상세)
말레이시아 (상세)

## 같이 보기
- 미국의 주기 목록
- 충성의 맹세